# زنبق مارسیکی
زنبق مارسیکی (نام علمی: Iris marsica) نام یک گونه از سرده زنبق است.